# Triplophysa rossoperegrinatorum
Triplophysa rossoperegrinatorum är en fiskart som beskrevs av Prokofiev 2001. Triplophysa rossoperegrinatorum ingår i släktet Triplophysa och familjen grönlingsfiskar. Inga underarter finns listade i Catalogue of Life.